# حسين أباد (حسينية انديمشك)
حسین أباد (بالفارسية: حسین‌آباد) هي قرية تقع في إيران في قسم حسینیة الريفي. يقدر عدد سكانها بـ 24 نسمة .